# Velim (nádraží)
Velim je železniční stanice ve stejnojmenné obci, která se nachází ve východní části Středočeského kraje, v okrese Kolín. Leží v km 355,780 elektrizované dvoukolejné železniční trati Praha – Česká Třebová.

## Historie
Velimí procházela nově budovaná trati společnosti Severní státní dráha z Olomouce do Prahy, nádraží zde nicméně zbudováno nebylo. O vznik železniční zastávky roku 1867 se přičinil zejména potomek maďarské evangelické šlechty, evangelický farář a superintendent české církve helvetské Justus Emanuel Szalatnay. Ten využil zpřístupnění železnice k podnikání v oblasti cukrovarnictví: vznikl zde cukrovar a továrna na čokoládu, cukrovinky a kávové náhražky.
Roku 1957 byla trať procházející stanicí elektrizována trakční soustavou 3 kV stejnosměrného proudu. V liché skupině kolejí bylo vybudováno ostrovní nástupiště zpřístupněné podchodem. V letech 1960–1963 byl nedaleko stanice vybudován Železniční zkušební okruh Cerhenice, který je kolejově zaústěn vlečkou do 4. staniční koleje na pečeckém zhlaví.

### Modernizace
Stanicí prochází První železniční koridor, leží na trase 4. Panevropského železničního koridoru. Po roce 2000 byla dokončena rekonstrukce stanice a úpravy parametrů nádraží na koridorovou stanici, byl instalován elektronický informační systém pro cestující a výpravní budova prošla opravou. Expresní spoje mohou stanicí projíždět rychlostí až 160 km/h, stanice je vybavena elektronickým stavědlem ESA 44, které je dálkově řízeno z Centrálního dispečerské pracoviště Praha.
Práce pokračovaly v letech 2022–2023, kdy byly podchod a nástupiště rekonstruovány a pomocí výtahů zpřístupněny osobám s omezenou schopností pohybu. Při tom byl snesen dosavadní poloperón u 2. koleje, takže zastavující vlaky sudého směru vjíždějí na 4. kolej, případně ke 2. nástupišti.

## Výpravní budova
V roce 1872 byla zastávka a nákladiště Společností státní dráhy rozšířeno na stanici, ve které bylo postaveno skladiště a typová výpravní budova. Ta byla přízemní se středním dvouosým rizalitem s trojúhelníkovým štítem a bočními křídly. Budova byla hrubě omítnuta, okna byla zakončena segmentovými záklenky. V roce 1911 bylo kolejiště rozšířeno a postavena nová přízemní výpravní budova, která byla od staré výpravny  postavena ve směru blíže Praze. Výpravna byla postavena na půdorysu obdélníku s krajními křídly s mansardovou střechou. Mezi křídly na straně kolejiště je krytá otevřená veranda. Průčelí nesla prvky baroka a secese. Stará výpravna byla adaptována na obytný dům. V padesátých letech 20. století bylo ve stanici vybudováno ostrovní nástupiště s betonovými přístřešky. V květnu 2022 byla výpravní budova opravena do původní (venkovní) historické podoby, opravena střecha, čekárny a veřejné toalety.